# Dmitri Anutxin
Dmitrii Nikolàievitx Anutxin, rus: Дми́трий Никола́евич Ану́чин, (Sant Petersburg, 27 d'agost de 1843– Moscou, 4 de juny de 1923) va ser un antropòleg, etnògraf, arqueòleg i geògraf rus, un dels iniciadors al seu país de l'etnografia com a disciplina científica. Destaca el seu treball per discernir el naixement del riu Volga.

## Vida i obra
Nascut en la família d'un militar retirat, pertanyent a la noblesa hereditària; era el menor de sis germans, la majoria dels quals van morir en la infància. Va estudiar al gimnàs Larinski, graduant-se el 1860. En els seus anys escolars va perdre els seus dos pares. Després d'haver-se preparat en llengua grega, va ingressar a la facultat d'història i filologia de la Universitat de Sant Petersburg. La malaltia el va obligar a abandonar la universitat després d'un any i anar a l'estranger, on va tornar el 1863.
Membre de la Societat Geogràfica Russa, el 1909 va ser convocat a la subsecció etnogràfica del 12è Congrés Rus de Científics Naturals i Físics celebrat a Moscou, on es va donar l'empenta necessària per professionalitzar l'etnografia, que fins llavors havia estat en mans de missioners i aficionats. Així i tot, es va oposar a la sol·licitud de Lev Sternberg per a l'establiment d'una agència imperial d'etnografia, tement que la seva activitat acabaria massa lligada amb la burocràcia tsarista.
Malgrat la seva oposició a la burocratització de les institucions, el 1915 es va integrar a la Comissió per a l'Estudi de les Forces Productives Naturals de Rússia (KEPS), implicada en la mobilització dels recursos de l'Imperi Rus en temps de guerra. Va proposar a una segona comissió governamental el patrocini d'un treball per estudiar la població d'acord amb les línies d'investigació de l'Agència Americana d'Etnologia. L'Acadèmia Russa de les Ciències va rebutjar la seva proposta com irrealitzable, però va establir dins el KEPS un Comitè per a la Descripció de Rússia per Regions. Això s'explica a conseqüència de l'escassetat de recursos disponibles, ja que la majoria dels etnògrafs havien estat destinats a hospitals militars i institucions similars per ajudar amb l'esforç de guerra.
Entre 1894 i 1895 Dmitri Anutxin va formar part en l'expedició sota la direcció d'AA Tillo per estudiar els orígens del Volga, Dvina Occidental, Dnièper, els llacs de l'Alt Volga i el llac Seliger, per tal d'aclarir els motius de la reducció del cabal dels rius a l'óblast de Tver, dirimint finalment la qüestió de la font del Volga.
El 1915 va publicar el recorregut complet de l'expedició de 1829 de Humboldt.
Dmitri Anutxin va morir a Moscou el 4 de juny de 1923, i va ser enterrat al cementiri de Vagankovski.

## Reconeixements
- Ordre de Sant Vladimir, Grau 3 i 4
- Ordre de Santa Anna, Grau 2
- Legió d'Honor, Grau de Cavaller (França)
- Medalla de Konstantinovski (1913)
- El cràter lunar Anuchin, l'Institut d'Antropologia de la Universitat Estatal de Moscou, una glacera a Nova Terra, un altre de les Illes Kurils i una muntanya als Urals tenen el seu nom en el seu honor.